# Ellen Dorrit Petersen
Ellen Dorrit Petersen (Tau, 4 de dezembro de 1975) é uma atriz norueguesa.

## Biografia
Petersen nasceu na pequena cidade de Tau, mas mudou-se para Oslo para estudar profissionalmente. Frequentou a Academia Nacional de Artes de Oslo e atuou no Rogaland Teater entre 2005 e 2006, depois passou a trabalhar no Det Norske Teatret. Petersen estreou como atriz de cinema em 2008 no filme Troubled Water. Ela interpretou os papéis principais em produções como no thriller de drama Blind de 2014, Aber Bergen da ITV e na série policial Borderliner da Netflix.
Foi indicada a diversos prêmios ao longo de sua carreira e ganhou dois prêmios Amanda, um prêmio Kanon e um prêmio Gullruten.
Petersen é casada com o compositor Ola Fløttum, com quem tem um filho e uma filha. 